# Altenhagen (Höringhausen)
Koordinaten: 51° 17′ 25″ N, 8° 58′ 33″ O
Altenhagen, auch Aldenhain, ist eine Wüstung in der Gemarkung von Höringhausen, einem Stadtteil von Waldeck im nordhessischen Landkreis Waldeck-Frankenberg.

## Lage
Die Wüstung befindet sich auf 371 m Höhe über NHN rund 2 km nordwestlich von Höringhausen, etwa 400 m westlich der Kreisstraße K 14 von Höringhausen nach Ober-Waroldern an einem recht steilen Hang im Nordosten des Waldgebiets Altenhagen. Unweit nördlich, im Tal an der heutigen K 14, liegt die Wüstung Neudorf. Das Naturschutzgebiet Rudolfshagen liegt östlich der Straße.

## Geschichte
Zum Ort finden sich nur wenige urkundliche Erwähnungen. Die erste ist aus dem Jahr 1261, als die Brüder Dietrich und Eberhard Wolff von Gudenberg ihre Güter in Widekindeshagen und Altenhagen dem Kloster Volkhardinghausen für 48 Mark verkauften.
Zum zweiten Mal wird der Ort im März 1326 erwähnt, als Graf Heinrich IV. von Waldeck von den Edelherren und Brüdern Thielemann und Johannes von Itter (mit dem Einverständnis von deren Söhnen Thilemann, Heinemann, Johann, Wilhelm, Adolph und Berthold) die Vogtei und das Gericht Höringhausen erwarben, zu dem auch Güter in Altenhagen zählten.
Ob der Ort zu dieser Zeit bereits verlassen war, ist nicht bekannt. Er wird danach allerdings nicht mehr urkundlich erwähnt.